# テオフィロス
テオフィロス（ギリシア語: Θεόφιλος （Theophilos）, 813年? - 842年1月20日）は、東ローマ帝国アモリア王朝の第2代皇帝（在位：829年 - 842年）。同王朝初代皇帝ミカエル2世の子。中世ギリシア語読みは「セオフィロス」。「テオフィロス（テオピロス）」はギリシア語で「神に愛されし者」の意で、ラテン語では "Theophilus" （意訳：Amadeus）となる（モーツァルトの項も参照)。

## 生涯
821年の時点で父ミカエル2世によって共同皇帝とされていた。829年にミカエル2世が没した後、一時的に継母のエウフロシュネ（コンスタンティノス6世の娘）が摂政となったが、830年頃エウフロシュネはテオフィロスのために花嫁コンクールを開き、パフラゴニア 地方出身でレオーン5世時代からテマ・アナトリコンの長官などとして活躍していた軍人・マヌエルの姪のテオドラをテオフィロスの妃とした後、修道院に引退した。
ただしテオフィロスはエウフロシュネが摂政であった頃から、政務には参加していたようである。父が没した直後には父に味方して820年にレオーン5世を暗殺した人々を捕らえて、首都コンスタンティノポリスの馬車競技場で処刑している。このことからも示されるように、彼は公正を好む人物であった。毎週コンスタンティノポリスの街中へ出て、直接市民の意見を聞いていたことも史書に伝えられている。またテオフィロスは学問や演劇・建築活動などにも深い関心があった。数学者レオーンを抜擢してコンスタンティノポリスのマグナウラ宮殿で高等教育を行わせたことや、小アジア半島のコンスタンティノポリス近郊にブリュアス離宮を建てさせたりしている。この離宮はイスラーム風の意匠が採り入れられていたという。こうした活動は、後の「マケドニア朝ルネサンス」を準備した。また彼の時代以降、地中海交易などが再び活性化していたこともあって帝国の経済活動も盛んになり、7世紀以来初めて、銅貨の大量発行などが進められた。
テオフィロスは黒海・カスピ海付近のハザールとの関係を強化した。その背景には、ひとつにはこの頃から黒海付近で活動が盛んになっていたノルマン系の人々（後のキエフ・ルーシ）への対応があったと考えられる（en:Paphlagonian expedition of the Rus'、830年）。またイスラーム勢力の進出に対してもさまざまな方策を行っているが、その多くは成果を結んでいない。テオフィロスはアッバース朝に対して何度か遠征を行うが、大きな成果を挙げることはできず、838年にはカリフのムウタスィム自らの小アジア遠征によって、故郷である小アジアの拠点都市アモリオンやアンキュラ（現アンカラ）を破壊されるという屈辱的な敗北を喫した。この戦いにテオフィロスは自ら出陣するが、一時コンスタンティノポリスでは彼の消息が不明になり、宮廷内で混乱が起きた。また帝国に降伏し、将軍として利用されていたクルド人のテオフォボス（ナスル）が一時反旗を翻した（後に帰参するが、暗殺された）。またテオフィロスは小アジア半島などでテマの分割・再編を進めている。
父ミカエル2世の代からシチリア島・クレタ島に侵攻を開始していたイスラーム勢力に対しても効果的な方策はとれなかった。シチリア島ではアグラブ朝の軍が831年にパレルモを制圧し、以降ここを拠点に着実に征服活動を行っていった。クレタ島はテオフィロスの時代にほぼイスラームの手中に落ちた。これに対してテオフィロスは艦隊を再編し、エーゲ海域にテマを設置し、コンスタンティノポリスを拠点とする中央艦隊をつくったが、それが彼の時代に大きな成果をもたらすことはなかった。
一方で、レオーン5世時代以来のイコノクラスム（イコン破壊政策）を継承した。目立った方策をとらなかった父ミカエル2世とは異なり、彼はコンスタンティノポリスを中心に修道士への弾圧を行うなど、強圧的な手法をとった。これには彼の師で、837年に総主教に任命した文法家ヨハネス（数学者レオーンの従兄弟、またおそらくはフォティオスの叔父）の影響があった。妃のテオドラもイコンを持っていたのを咎められている。しかし、彼のイコノクラスムは全国的な広がりを示すことがなく、むしろ根強い反対に遭遇した。そしてテオフィロスの死と共に、テオドラが政策変更にむけて、大きく舵を取っていく。
テオフィロスとテオドラの間にはなかなか後継者となる男子が生まれなかった。そのため一時アレクシオス・ムセレという人物を婿としてカイサル（副皇帝）に任じていたが、840年に次男（長男は夭折）のミカエル3世が生まれ、彼がテオフィロスの後を継ぐことになる。しかしテオフィロスはその成長を見ることなく、842年に没した。没する時、数多くの側近・高官たちを枕元に集め、後事を託したという。